# Herouxville
Hérouxville (antigua denominación: Saint-Timothé d'Hérouxville en francés ou San Timoteo en español) un municipio en Québec (Canadá). Está ubicado en el municipio regional de condado (MRC) de Mékinac en la región administrativa de Mauricie. Su cuenca es principalmente parte de la Batiscanie.
Hérouxville es la puerta de entrada a la parte noreste de la Mauricie, zona conocida por sus bosques, sus ríos y pequeños pueblos. Hérouxville también ofrece a sus visitantes durante todo el año las instalaciones y servicios de:
- Camp Val Notre-Dame, un campamento de reunión y vacaciones familiares,
- Domaine Tavibois, un centro de descanso y curación.

Hérouxville es un pequeño pueblo en el corazón de un territorio agrícola; el turismo forestal y recreativo son parte de la economía local. De acuerdo con el plan de desarrollo revisada del Mékinac MRC, a partir del 27 de febrero de 2008, tuvo Hérouxville: 104 chalets, 22 granjas de explotación unitario 1685 hectáreas cultivadas, 13 tiendas/servicios y tres establecimientos industriales.

## Geografía
El pueblo está atravesado por la ruta 153 entre los municipios de Saint-Tite este y Shawinigan sudoeste. Hérouxville se encuentra 9,6 km del centro de Saint-Tite y 13,3 km de la Grand-Mère.
Es una ciudad agrícola localizada dentro del área boscosa del Laurentienne Forest, con sus lagos y ríos.
El centro del pueblo es típico del sistema señorial: Rang Saint-Pierre, como Main Street, donde las casas no son nunca realmente distanciado pero el suelo profundo. Su edificio más alto es la iglesia Saint-Timothée.
El municipio de Hérouxville también se extiende alrededor de la parte norte del "Lac-à-la-Tortue" (lago a la Tortue), mientras que el municipio de Lac-a-la-Tortue administró el resto del lago y sus alrededores. En 2001, el municipio de Lac-a-la-Tortue se fusionó con la ciudad de Shawinigan. El lago está rodeado de casas y residencias, incluye la historia de la primera base de hidroaviones civil de Canadá. Los aviadores llegaron allí en 1919, inaugurando el primer vuelo comercial de la historia de Canadá, inmediatamente después del final de la Primera Guerra Mundial. Originalmente aviación Lac-a-la-Tortue utiliza para controlar los incendios forestales. Poco a poco, la base de hidroaviones ha desarrollado un gran complejo turístico, y para estancias de caza y pesca en las regiones del norte.
A pesar de su proximidad al río Saint-Maurice, en el territorio de Hérouxville es principalmente parte de la cuenca del río Des-Envies, un afluente del río Batiscan. El "río de tortuga", que tiene su fuente en Lac-a-la-Tortue, a través de los territorios de Saint-Severin y Hérouxville antes de desembocar en el "Río des Envies" (Rivière-des-Envies) en Saint-Stanislas.
Hidrográfico
A pesar de su proximidad a la río Saint-Maurice, el territorio de Hérouxville es drenada por tres subcuencas: 
- Rivière Petite Mékinac du Sud (Pequeño Río Mekinac del Sur), que tiene sus orígenes en Grandes-Piles y drena el área Tavibois al final de Saint-Pierre rango del Norte y también el "campo de Val Notre-Dame";
- Rivière Noire, que drena el oeste y el sur del área de la aldea, la recogida de las aguas de Duchesne Creek; este río corre hacia el sur a través de cerca de la estación de tren Garneau Junction; luego se volvió hacia el suroeste y desemboca en una bahía (1 km de profundidad) de Río Saint-Maurice, en el lado norte del viejo puente de hierro que atraviesa la ciudad de Grand-Mère.
- Río de tortuga (en francés: rivière à la Tortue) que nace en Lac à la Tortue (lago de tortuga), a través de los territorios de Hérouxville y Saint-Séverin antes de vaciar en el "rivière-des-Envies" (río Antojos) en la parroquia de Saint-Stanislas (Les Chenaux) (San Estanislao).
- Rivière des Envies (río Antojos), que drena la parte norte del territorio de Hérouxville, cerca del límite de Saint-Tite.
- Rivière des Chutes, que tiene su fuente en la "Lac Noire" (Laguna del Negro) (popularmente denominado "lac Morin"), que se encuentra 1,7 kilómetros (línea directa) al este de Lac-à-la-Tortue, el límite de Hérouxville (rango X) y Saint-Narcisse (rango Côte Saint-Pierre Coté Sud y el primer alto Radnor). Nota: Esta subcuenca drena un área muy pequeña de Hérouxville.

Por lo tanto, el territorio de Hérouxville es en su mayoría parte de la cuenca del Rivière-des-Envies (río Antojos), un afluente del río Batiscan.

## Toponimia
El nombre de "Saint-Timothé" (San Timoteo en español) ha sido asignado a la misión católica, como Tito, Thecla y Timoteo eran discípulos de St. Paul en primero siglo. El origen del nombre "Hérouxville" reconocimiento público relacionada con el respeto al padre Joseph-Euchariste Héroux (1863-1943), fundador de la parroquia católica. Ejerció su labor sacerdotal desde 1897 hasta 1899 en la misión de Saint-Timothée (San Timoteo), abrió los registros civiles. A través de su trabajo, ha contribuido a la creación de la parroquia de Saint-Timothée, finalmente canónicamente 15 de septiembre de 1903.
Fundada en 1898, la oficina de correos en el pueblo fue llamado "Saint-Timothy d'Hérouxville", para rendir homenaje a Héroux Padre. La construcción civil del municipio, 13 de abril de 1904 formalizó mediante publicación en el boletín oficial de Quebec, confirmó el nombre de "Municipio de la Parroquia de St. Timothy." Históricamente, en el uso popular, los términos "Saint-Timothée" y "Hérouxville" se yuxtapone a menudo para designar a la ciudad, el pueblo, la estación, la oficina de correos, el municipio, el consejo escolar... Esta doble denominación se ha demostrado confusa en la mente del público. La ortografía "Timothée" variaba según los autores o fuentes. Además, dos áreas de Montérégie (CC), utilizando el topónimo Saint-Timothée, creando errores ocasionales postal o entrega.
Para evitar estas confusiones toponímica, el municipio adoptó en 1983 la denominación de "Saint-Timothée d'Hérouxville". La "Commission de toponymie du Québec" (Junta de Nombres Geográficos del Québec) formalizaron el topónimo "Hérouxville" 9 de enero de 1986.

## Cronología histórica
La proximidad de Hérouxville con el Saint-Maurice tiene un impacto importante en su desarrollo económico desde 1850 hasta el final del siglo XIX. El primer barco de vapor llegó a pilas para 1853-54. Terminado en 1880, el ferrocarril de Trois-Rivières alcanzado Saint-Jacques-des-Piles, causan un pico de los bosques de la región de Haute-Mauricie. La construcción de la vía férrea hasta el lago Saint-Jean, el Transcontinental, y el aprovechamiento de Shawinigan Falls y Grand-Mère (Gran Madre) por las presas hidroeléctricas han cambiado el juego, ya que las baterías ya no eran los mismos utilidad económica como el lugar de transbordo entre Vapores Saint-Maurice y los trenes.
El pueblo fue fundado en 1897 por el padre Joseph Euchariste Héroux. La fundación canónica de la parroquia de Saint-Timothé fue reconocida 15 de septiembre de 1903. La iglesia fue construida en 1904 según los planos del arquitecto Charles Lafond. Mientras que la fundación civil se formalizó 13 de abril de 1904.
La agricultura ha desempeñado un papel importante en la historia de Hérouxville, incluyendo la provisión de suministros para las misiones y proyectos de la St. Maurice.

### A. Antes de la erección canónica de Saint-Timothé
1828 - exploración envíos Valley Haut Saint-Maurice, por Joseph Bouchette y su equipo.
1850 - Inicio de registro de la publicación Medio y Superior Mauricie.
1858 - Inauguración de la primera carretera de invierno entre el Saint-Tite y Saint-Roch-de-Mékinac; Saint-Roch-de-Mékinac y La Tuque.
1879 - Llegada del ferrocarril entre los Piles y Trois-Rivières.
1882 - La construcción de la carretera de Lefebvre.
1887 - La empresa "Laurentide Pulp Company" construyó la primera fábrica de producción de pulpa y papel, bajo la dirección de John Forman, del Montreal. Esta primera planta de papel periódico canadiense promovido en gran medida el desarrollo de la ciudad de Grand-Mère para siglo XX.
1886-1891 - Ampliación de la vía férrea a Hervey-Jonction.
1896 - Puesta en marcha del queso Clarisse Dessureault (esposa de Hilaire Crête).

### B. Desde la erección canónica y municipales
1897
- Llegada del Padre Joseph-Euchariste Héroux, al servicio de la misión de San Timoteo.

- Apertura de estado civil por la Fábrica de registros Saint-Timothée.

- Construcción de la Capilla de Saint-Timothée en el Butte a Veillet, ubicado en el cruce de caminos de Lefebvre y el ferrocarril.

- La construcción de la carretera será verbalizado Paquin en 1901.

1898
- En primer censo de la Fábrica de Saint-Timothée, dirigida por el padre Joseph Euchariste Héroux.

- Abrir la oficina de correos Hérouxville.

- Primera visita oficial en la ciudad de Mgr Louis-François Richer dit Lafleche (1818-1898), obispo de Trois-Rivières.

1899
- Compruebe la segunda porción de la capilla, el padre Charles-Olivier Sicard De Carufel.

- Inauguración de la capilla casa parroquial, situada cerca de la estación de tren.

1900
- Charles Augustus Magnan compró la herencia de George B. Hall.

1902
- La verbalización de la carretera de la línea principal (chemin de la Grande-Ligne).

- Llegada del Padre Maxime Masson, que será nombrado en 2003, párroco de Santa Tecla, donde se construyó la actual iglesia.

1903
- Revise el sacerdote fundador, Padre Rafael Gélinas. Antes de esta obediencia, este último bautizado 72 niños desde 1901 hasta 1904 en Santa Tecla.

- Decreto del obispo, de 15 de septiembre, descartando la erección canónica de la parroquia de Saint-Timothée.

1904
- Creación de la Junta Escolar (Commission scolaire) de San Timoteo (Saint-Timothée).

- La construcción de la Iglesia de San Timoteo (Saint-Timothée), cerca del ferrocarril.

1904
13 de abril de 1904 - La ciudad fue establecida oficialmente tras la publicación en el Boletín officielle du Québec.
1905
- Construcción de un "chemin de la croix" (vía crucis)
- Visita 20 de julio de 1905 de Obispo F.-X. Cloutier para bendecir las primeras campanas de la iglesia.

1906
- Creación de la "Ligue du Sacré-Cœur" (Liga del Sagrado Corazón)."

1907
- Establecimiento de un sistema de telefonía pueblo y Champlain compañía telefónica Saint-Maurice.

1908
- La apertura del hotel Odilon Trépanier. Se remodeló su casa para dar la bienvenida a los visitantes, incluidos los viajeros comerciales.

1911
- Llegada del Padre Alexander Lavergne.

1912
- La "Caisse Populaire" (Cooperativa de crédito) de Saint-Timothée se hace.

1914
- Establecimiento de la "Confrérie du Saint-Rosaire" (Cofradía del Santo Rosario).

1915
- La adopción de un Reglamento sobre los derechos de paso de las instalaciones eléctricas.

1920
- Wildfire alrededor del río "Petite Mékinac Nord" (río Pequeña Mekinac Norte).

1923
- Inundación significativo en la Batiscanie, especialmente en la cuenca de los rivière des Envies (Río antojos]]. Muchos campamentos de tala fueron evacuados.

1924
- Se formó una célula local de la "Union Catholique des Cultivateurs (UCC)" (Unión Católica de Agricultores (UCC)).
- Fuego en la oficina de correos del pueblo, dos casas, una herrería y varias dependencias.

1925
- Un tornado azotó la zona de Forges pequeñas, destruyendo varios edificios.
- Terremoto.
- El "Consolidated Bathurst" compró varios lotes para rang Saint-Moïse y reforestación.

1928
- Llegada del Padre Alphonse Lessard.
- La erección de un convento con cuatro clases locales.
- Líneas de energía eléctrica se construyen en el territorio del municipio.
- Fundación "Farm Circle."

1929
- Primera exposición agrícola. Los participantes del desfile de los animales en la vía pública.

## Datos demográficos locales
| Año  | Población | Variación (%) |
| ---- | --------- | ------------- |
| 2016 | 1278      | 4.6 %         |
| 2011 | 1340      | 8,5 %         |
| 2006 | 1235      | 3,1 %         |
| 2001 | 1275      | 3,0 %         |
| 1996 | 1314      | 4,9 %         |
| 1991 | 1253      |               |

Viviendas particulares ocupadas por residentes permanentes (2011): 591 (de un total de 650 unidades).
Idioma:
- El francés como lengua materna: 98,8%
- Inglés como primera lengua: 1,2%
- Inglés y francés como primera lengua: 0%
- Otras lenguas maternas: 0%

Nota: De acuerdo con el censo federal de 2006, 260 habitantes de Hérouxvilles tener algunos conocimientos de francés e Inglés.

## Acomodamiento razonable
La ciudad atrajo la atención de los medios de información internacionales en enero de 2007 cuando aprobó medidas de índole controvertido concerniendo prácticas que los residentes consideran inapropiadas para la vida en Hérouxville.
El alcalde y el consejo municipal aprobaron un código de conducta para inmigrantes que ha caído dentro del reciente debate sobre accommodement raisonnableen Quebec.
El documento, redactado por los miembros del consejo, declara que la lapidación de mujeres y el quemarlas vivas está prohibido, así como la ablación. Así mismo, el edicto declara que llevar un kirpan, usar un hiyab, y el rezo en las escuelas no serán permitidos.

## Publicaciones sobre la historia de Hérouxville
1. Tavibois, 1951-2009: l'héritage d'Albert Tessier aux Filles de Jésus (Tavibois, 1951-2009: el legado de Albert Tessier las Hijas de Jesús). Autor: René Hardy, 1943, Édition Septentrion, impresión de 2010.(en francés)
2. Anecdotes et confidences, de 79 hérouxvillois(es) à  travers les ans (Curiosidades y confidencias, 79 hérouxvillois(es) a través de los años).(en francés)
3. De fil en famille — cent ans de l'histoire de Hérouxville (De alambre a la familia  - cien años de historia de Hérouxville). Autor: Solange Fernet-Gervais, en colaboración con la "Société d'histoire de Hérouxville" (Societad de la Historia de Hérouxville). Éditions Scribe, 1997.(en francés)
4. Hérouxville se raconte (Hérouxville dice) - transcripciones de entrevistas, Solange Beaudoin... et al; edición y coordinación, Jacques F. Veillette; investigación y capítulos blurbs, Solange Fernet-Gervais, de la "Société d'histoire de Hérouxville" (Societad de la Historia de Hérouxville). Editor: Éditions D'hier à demain (Shawinigan), la impresión de 2004, 300 páginas, enfermos, del mapa, 28 cm.(en francés)

### Registros vitales
1. Répertoire des baptêmes, mariages et sépultures de la paroisse de Saint-Timothée d'Hérouxville, 1897-1999 (Directorio de bautismos, matrimonios y entierros de la parroquia de int-Timothée del Hérouxville, 1897-1999), "Société d'histoire de Hérouxville" (Societad de la Historia de Hérouxville), impression 2000.(en francés)
- Répertoire des mariages de la paroisse de Saint-Timothée d'Hérouxville 1898-1980, Hérouxville, publicado por la Fábrica de Saint-Timothé d'Hérouxville, 1982.(en francés)

2. Los matrimonios - Mariages de St-Séverin-de-Proulxville, 1889-1984, St-Timothée-de-Hérouxville, 1898-1981, St-Jacques-des-Piles, Grandes-Piles, 1885-1985, St-Jean-des-Piles, 1898-1980, St-Joseph-de-Mékinac, 1895-1985, St-Roch-de-Mékinac, 1904-1981, St-Théodore-de-la-Grande-Anse, 1904-1929. Crête, Georges, Ste-Foy, G. Crête, 1987.(en francés)